# Stanisław Mieroszowski
Stanisław Mieroszowski, též Stanisław Mieroszewski (27. prosince 1827 Krakov – 4. ledna 1900 Krakov), byl rakouský politik polské národnosti z Haliče, v 2. polovině 19. století poslanec Říšské rady.

## Biografie
Byl synem sedláka. V letech 1843–1844 studoval na Freiburské univerzitě ve Švýcarsku a v letech 1844–1847 právo a filozofii na Freiburské univerzitě v Německu, kde bydlel u polského filozofa Bronisława Ferdynanda Trentowského. V období let 1847–1848 pobýval v Paříži. V letech 1849–1856 spravoval hospodářství po matce v Chrzanówě, potom vlastní statek v nedalekých Karniowicích. Od roku 1863 bydlel trvale v Krakově.
Angažoval se v politice. V letech 1866–1872 byl členem obecní rady v Krakově a místní zemědělské společnosti. V letech 1869–1874 zastával post předsedy krakovské krajské rady. V období let 1879–1882 působil jako vládní rada v Bosně.
Byl poslancem Říšské rady (celostátního parlamentu), kam usedl v doplňovacích volbách roku 1874 za kurii venkovských obcí v Haliči, obvod Krakov, Wieliczka atd. Slib složil 20. října 1874. Mandát zde obhájil ve volbách roku 1879. Rezignoval na mandát za kurii venkovských obcí dopisem 24. ledna 1880 ale již 14. listopadu 1881 složil slib jako poslanec, nyní za městskou kurii v obvodu Krakov. V roce 1873 se uvádí jako hrabě Stanislaus Mieroszowski von Mieroszowice, statkář, bytem Krakov. Byl členem poslanecké frakce Polský klub. V letech 1883–1885 zasedal taky jako poslanec Haličského zemského sněmu.
Po roce 1885 se stáhl z veřejného života a po krátkém pobytu v Prešpurku se roku 1887 vrátil do Krakova. Uspořádal rodový archiv, shromáždil značné umělecké sbírky a bohatou knihovnu. Publikoval články a fejetony, dále cestopisné studie.